# Der deutsche Gesang, WAB 63
Der deutsche Gesang (Le chant allemand), WAB 63, est un chant patriotique composé par Anton Bruckner en 1892, un an avant la composition de Helgoland.

## Historique
Bruckner composa le Der deutsche Gesang le 29 avril 1892 pour le Erstes deutsch-akademisches Sängerfest (Premier festival de chant académique allemand), qui était prévu en juin 1892 à Salzbourg. L'exécution, qui eut lieu le 5 juin sous la baguette de Raoul Mader, fut un Kracher (un énorme succès).
Le manuscrit original est conservé dans l'archive de la Universitätssängerschaft 'Barden zu Wien' à Vienne. L'œuvre a d'abord été publié en 1911 par Viktor Keldorfer (Universal Edition).
L'œuvre, aussi appelée Das deutsche Lied, qui a été exécutée plusieurs fois jusqu'aux années 1930, est éditée dans le Volume XXIII/2, no 35 de la Gesamtausgabe.

## Composition
L'œuvre de 87 mesures en ré mineur, qui montre des affinités avec les chants patriotiques Germanenzug (1863), Sängerbund (1882) et Helgoland (1893), est conçue pour chœur d'hommes (TTBB) et ensemble de cuivres (4 cors, 3 trompettes, 3 trombones et tuba contrebasse).

## Texte
L'œuvre utilise un texte d'Erich Fels (pseudonyme d'Aurelius Polzer).
| Wie durch Bergtal dumpf grollt Donnergedröhn, Wie der Sturmwind saust um waldige Höhn, Wie die Meeresflut tost an klippigem Strand, So schalle, so schmett’re, die Feinde zu schrecken, Die schlafferen Brüder vom Schlafe zu wecken, Der deutsche Gesang durchs gefährdete Land! | Comme le tonnerre qui gronde dans la vallée, Comme la tempête qui souffle autour des hauteurs boisées, Comme la marée montante qui mugit contre les falaises, Ainsi résonne, pour effrayer les ennemis Et réveiller les frères de leur dormance, Le chant allemand à travers le pays menacé ! |

## Discographie
Il y a quatre enregistrements de Der deutsche Gesang :
- Robert Shewan, Roberts Wesleyan College Chorale etd Ensemble de Cuivres, Anton Bruckner - Sacred and Secular Choral Works – LP : Roberts Wesleyan College Records 41 448, 1983. Remasterisée pour CD : transfert de cassette en haute définition (HDTT).
- Robert Shewan, Roberts Wesleyan College Chorale et Ensemble de Cuivres, Choral Works of Anton Bruckner – CD : Albany TROY 063, 1991
- Timothy Seelig, Turtle Creek Chorale Dallas, Fort Worth Symphony Brass, Times of the Day  – CD : Référence Records RR-67, 1995
- Thomas Kerbl, Männerchorvereinigung 12, Blechbläserensemble der Anton Bruckner Privatuniversität Linz, Weltliche Männerchöre – CD : LIVA 054, 2012

Note Der deutsche Gesang  a été exécuté à la Brucknerfest 2022 (Brucknerfest 2022 - Krieg und Frieden (29-09-2022)). Un enregistrement est disponible dans la Bruckner Archive.